# Ismail Cilingir
Ismail Cilingir (* 1976) ist ein deutsch-türkischer Kickboxer.
Der in Kreuztal lebende Cilingir, startend für den dortigen Tornado Kickboxing Kreuztal e. V., wurde im September 2007 bei den in Karlsruhe abgehaltenen Titelkämpfen WKA-Weltmeister im Kickboxen in der Klasse Pointfighting bis 60 kg. Er trat dort für die Türkei an. Zu seinen weiteren sportlichen Erfolgen zählen Europameistertitel und der Sieg beim World Cup. Bei der WKA-Weltmeisterschaft 2002 im italienischen Marina Di Massa wurde er für Deutschland startend Vize-Weltmeister in der Klasse bis 60 kg. Überdies konnte er mehrfach die Deutsche und die Türkische Meisterschaft gewinnen.